# Феликс Австрия
«Феликс Австрия» (укр. Фелікс Австрія) — роман украинской писательницы Софии Андрухович, изданный в 2014 году.

## Синопсис
Станиславов конца XIX – начала XX века. Обычный город на окраинах «Счастливой Австрии», в котором живут, страдают, нераздельно влюбляются, увлекаются наукой и шарлатанскими выступлениями всемирно известных иллюзионистов, развлекаются на балах и карнавалах, ходят на шпацер и прячут тайны в резных комодах. И на фоне эпохи, которая для потомков все больше обрастает мифами об идиллической жизни, — судьбы двух женщин, что переплелись так тесно, как стволы деревьев – в неразрывной связи, который не дает ни жить, ни дышать, ни остаться, ни уйти.

## Главные персонажи
- Стефания Чорненько (Стефа) — главная героиня, украинка, от имени которой ведется рассказ, сирота, служанка в доме доктора Ангера.
- Доктор Ангер — отец Адели, который удочерил Стефу после смерти ее родителей и его жены Терезы в пожаре.
- Адель Сколик (Аделя) — дочь доктора Ангера, выросла вместе со Стефой, наполовину полька, наполовину немка.
- Петр Сколик — скульптор надгробий, учился в Вене, муж Адели, украинец.
- Феликс — ребёнок, найденный в мастерской Петра, имел гиперпластичные суставы, воровал ценности из храмов.
- Эрнест Торн — фокусник, в труппе которого была мать Феликса и который использовал Феликса для краж в храмах.
- Иосиф Родный — студент доктора Ангера, впоследствии священник, муж Иванки.
- Иванка Родная — жена Иосифа (матушка), больная и ленивая.
- Велвеле — продавец рыбы, который предложил Стефе поехать с ним за океан.

## Написание
София писала роман в течение года. При написании романа она, в частности, пользовалась газетой «Kurjer Stanisławowski» начала XX века. В языке романа употребляются многочисленные галицкие диалектизмы, большинство из которых объяснено в примечаниях. Герои романа живут на улице Липовой в Станиславе, теперь это улица Шевченко в Ивано-Франковске, где живут родители автора. 
Автор жила в Кракове, когда начинала писать роман, её краковское общежитие называлось «Феликс». Узнав об этом отец автора — Юрий Андрухович — предложил название для романа с девиза Австро-Венгрии: Bella gerant alii, tu felix Austria, nube («Пусть другие ведут войны! ты, счастливая Австрия, заключай браки»).

## Награды
- 2014 — Специальная награда Форума издателей Львова
- 2014 — Книга года по версии Би-Би-Си
- 2014 — «ЛітАкцент року»
- 2015 — Премия Фонда Леси и Петра Ковалевых (США)
- 2016 — Visegrad Eastern Partnership Literary Award (Словакия, Польша, Чехия, Венгрия)

## Переводы
В 2016 году роман «Феликс Австрия» был переведен на немецкий язык и издан австрийским издательством «Residenz Verlag» под названием «Der Papierjunge» (с нем. — «Бумажный мальчик»). Летом 2016 года книга была издана в Польше.

## Экранизация
Права на экранизацию романа приобрела компания FILM.UA Group. Продюсером ленты на партнерских началах стала Надежда Зайончковская.